# 亚当·里斯
亚当·盖伊·里斯（英語：Adam Guy Riess，1969年12月16日—）是一名美国天体物理学家，任职于约翰·霍普金斯大学和太空望远镜科学研究所，以用超新星作宇宙探测而知名。2006年，里斯與布莱恩·施密特、索尔·珀尔马特共同获得邵逸夫天文奖。2011年，里斯與布莱恩·施密特平分諾貝爾物理學獎一半獎金，另一半獎金由索尔·珀尔马特獲得，以表揚他們「透過觀測遙遠超新星而發現宇宙加速膨脹」。
因发现宇宙加速膨胀，施密特、里斯與高紅移超新星搜索隊成員、珀尔马特與超新星宇宙學計畫實驗團隊共同榮獲2015年基礎物理學突破獎。

## 生平
里斯生于一个犹太人家庭，他在紐澤西州桑莫塞郡的Warren Township长大。
他在Watchung Hills地区中学就读。1992年他从麻省理工学院毕业，在那儿他是Phi Delta Theta联谊会成员。1996年他在哈佛大学获得博士学位。里斯的博士论文由罗伯特·科什纳指导，得出的成果是二十多个新的Ia型超新星的测量以及一种用纠正干预尘埃和内在的不均匀性让Ia型超新星成为精确的距离指标的方法。
里斯曾是伯克利加州大学的米勒研究员，后于1999年调至太空望远镜科学研究所。2005年起他任职于约翰·霍普金斯大学。
1998年里斯为高红移超新星搜寻队领导了一项研究，该小队最早发现了宇宙膨胀速度增加的证据。1998年《科学杂志》将该发现称为“年度突破”。
2007年当选麻省理工学院年度傑出校友。

## 家庭
祖父母为战地记者兼作家Curt Riess和Ilse Posnansky。父亲迈克尔·里斯（Michael Riess）（1931年－2007年）曾是一名海军技术员，拥有一家冷冻食品销售公司——Bistro International，1936年跟随父母从德国乘坐“Europa号”轮船移民美国。母亲多丽丝·里斯（Doris Riess）是临床心理学家。两个妹妹为精神病医生Gail Michele Saltz和艺术家Holly Hagerman。